# Exorista clausa
Exorista clausa är en tvåvingeart som först beskrevs av Macquart 1834.  Exorista clausa ingår i släktet Exorista och familjen parasitflugor.
Artens utbredningsområde är Frankrike. Inga underarter finns listade i Catalogue of Life.